# ヘーヒベルク
ヘーヒベルク (ドイツ語: Höchberg) はドイツ連邦共和国バイエルン州ウンターフランケン地方のヴュルツブルク郡の市場町である。

## 地理
ヘーヒベルクは、東の町境を直接ヴュルツブルクと接している。

### 自治体の構成
この町は、公式にはヘーヒベルク地区単独で構成される。

## 歴史
ヘーヒベルクは748年に初めて文献上に記録されている。
遅くとも17世紀末から18世紀初めにはこの町にユダヤ人家族が住んでいた。彼らはユダヤ人墓地を設け、1721年にシナゴーグを建てた。このシナゴーグは1938年11月の排斥運動で突撃隊によって略奪され、1951年からはプロテスタント教会として用いられていた。教会の入り口に記念プレートとユダヤ人墓地の記念石碑がこのできごとを今日に伝えている。
ヴュルツブルク司教領の一部としてヘーヒベルクは1803年にバイエルン大公領に世俗化された。その後プレスブルクの和約（1805年）に基づきトスカーナ大公フェルディナンド3世によって創設されたヴュルツブルク大公国領に移されたが、1814年に最終的にバイエルン王国領となった。1990年7月27日にこの町は州内務省から「市場町」のタイトルを与えられた。
ヘクセンブルーフ地区では、「魔女」(Hexe) の火刑が行われていた。1950年代にこの地区の開発が始まった。それ以前、この地域は軍用地であった。また、19世紀まで石灰を産出する古い石切場 (Steinbruch) でもあった。これらのことから Hexenbruch という地名が付けられたのである。

### 人口推移
- 1970年 5,449人
- 1987年 8,761人
- 2000年 9,500人

## 行政
首長はアレクサンダー・クナーン（無所属）である。

### 姉妹都市
- リューズ・サン・ソヴール（フランス、オート＝ピレネー県）1977年
- バスティーア・ウンブラ（イタリア、ウンブリア州）1990年

## 経済と社会資本

### 交通
連邦道B7号線とB27号線がヘーヒベルクを通っており、一部はバイパス拡張区間になっている。最寄りのアウトバーンのインターチェンジは、A3号線のヴュルツブルク＝キスト・インターチェンジである。
ハウプトシュトラーセのカルヴィンケル停留所には、ヴュルツブルク郡の西部および南部を結ぶ多くのバス路線が発着する。ヘーヒベルクへはヴュルツブルク中央駅からバス路線17、18系統が20 - 30分おきに運行している。

### 教育
- ルドルフ・ハルビヒ・プラッツにある レオポルト・ゾンネマン実科学校
- ヴュルツブルク郡立特別学校 ルーペルト＝エーゲンベルガー・シューレ

## 文化と見所

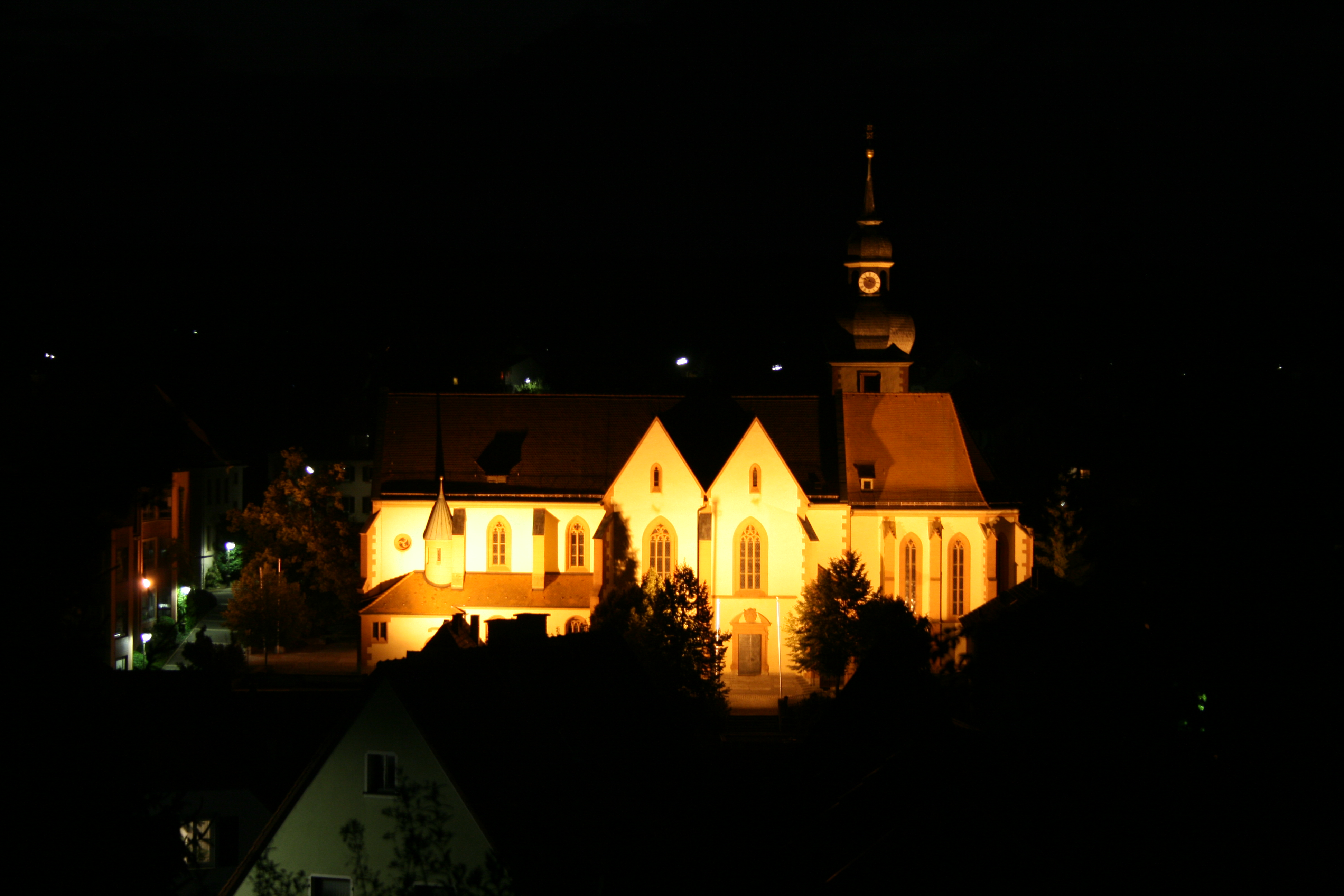
マリエ・ゲブルト教会

見所は人工水路や泉が巡らされたアルトオルト中心部だけでなく、歴史のあるカトリック教会マリエ・ゲブルト教会もある。
ゲストハウス「ラム」の歴史的建造物群は小催事場「クルツゥルシュテューブレ」（文化の小部屋）となっている。
ブルンネン通りの人工水路が設けられた町の上部には、2005年に新たに修復された旧ユダヤ人予備校がある。
ヘクセンブルーフ地区にはスポーツ・音楽・メディアの複合施設マインラントハレがある。ここではドイツ全土で知られている芸術家による催し物が不定期に開催されている。マインラントハレの周辺地区は公共のスポーツエリアで、サッカーゴールや、バスケットボールのゴールなどが用意されている。
混合林が隣接するヴァルトビュッテルブルン、キスト、ツェル・アム・マインとの境界をなしている。ここでは年に1度ヘーヒベルガー・グレンツヴェク・ヴァンダーターク（ヘーヒベルクの境界の森散策の日）が開催されている。
ヘーヒベルクには図書館がある。この図書館は、図書館ランキング・人口15,000人未満の部で6位にランキングした。最近ではオンライン検索サービスも開始された。
旧ブュルツブルク通り沿いに、何kmも続く「キリストの道行き」があり、7体の祭壇風のキリスト十字架像が祀られている。最初の3体の行程はヴュルツブルクの市域内であるが、4体目から7体目まではヘーヒベルクの町内にあたる。
ヴュルツブルクのマリエンベルク要塞の給水の一部は、かつてブルンネン通りの頂上を水源としていた。

### レクリエーション施設
ヘーヒベルクには様々なレクリエーション施設がある。ヘクセンブルーフ地区には、たとえばマインラントバート（サウナもある屋内・屋外プール施設）があり、その近くには18ホールのミニゴルフ場もある。スポーツ施設では、この他にも草サッカーのためのヴァルトシュポルトプラッツ（森のスポーツ広場）がある。またサッカー連盟非加盟のサッカーゲーム用のボルツプラッツと呼ばれるグランドがシェッカーツヴィーゼにある。このスポーツ施設には4面のテニスコートもある。
ヘーヒベルク周辺で最も有名な遊歩道は「ナツゥーアプファート」（自然の小径）である。この遊歩道はオーバーツェル修道院をスタートに、州有森や町有林を通って隣町のキストのエアバッハスホーフまでのルートである。遊歩道沿いには小さな湖が6つある。遊歩道にはフランケン地方全土規模のものや、シュタインバッハタールの遊歩道もある。出発点は「ヴェク・ツム・クロイツ」通りの端にあたる「クロイツレ」である。
「ヴァインヴァンダーヴェク」（ワイン遊歩道）はワイン愛好家でなくとも楽しめる自然とワイン（ブドウ）の遊歩道である。ヴァルトシュトラーセの駐車場からアレーヴェクやヘクセンブルーフヴェクを通ってマリエンベルク要塞の麓のブドウ山を抜けてブルカルダー教会に至る。
マウンテンバイク・ファンには、石切場に初級から中級用の短いコースやSwingin'-Rampが設けられている。
夏休みには、シェッカーツヴィーゼに近い野原に青少年用のヒュッテ村が毎年造られる。
マインラントハレの他にも、この町には体育館がある。TGHハレである。この体育館はアルトオルトのヤーン通りにあり、一般にはヤーン・シュポルトハレとも呼ばれている。

### マスコット
ヘーヒベルクの町のマスコットは「クラック」と名付けられたカラスである。マインフランケン地方の言い回しで「ヘーヒベルガー・クラックン」(Höchberger Krack'n) とも呼ばれる。

## 引用
1. ↑  https://www.statistikdaten.bayern.de/genesis/online?operation=result&code=12411-003r&leerzeilen=false&language=de Genesis-Online-Datenbank des Bayerischen Landesamtes für Statistik Tabelle 12411-003r Fortschreibung des Bevölkerungsstandes: Gemeinden, Stichtag (Einwohnerzahlen auf Grundlage des Zensus 2011)
2. ↑  Bayerische Landesbibliothek Online
3. ↑  Gedenkstätten für die Opfer des Nationalsozialismus. Eine Dokumentation, Band 1. Bundeszentrale für politische Bildung, Bonn 1995, ISBN 3-89331-208-0, S. 147